# Boulhaf Dir
Boulhaf Dir (em árabe: بولحاف الدير) é uma comuna localizada na província de Tébessa, Argélia. Sua população estimada em 2008 era de 4 741 habitantes.